# Grevenkrug
Grevenkrug ist eine Gemeinde im Kreis Rendsburg-Eckernförde in Schleswig-Holstein.

## Geographie

### Geographische Lage
Das Gebiet der Gemeinde Grevenkrug erstreckt sich am westlichen Ufer des oberen Flusslaufs der Eider (auch als Obereider beschrieben) im nordwestlichen Teilbereich des Naturraums Ostholsteinisches Hügel- und Seenland nördlich von Bordesholm.

### Gemeindegliederung
Die Gemeinde Grevenkrug umfasst siedlungsgeographisch neben dem namenstiftenden Dorf noch weitere Ortsteile, die amtlich als Wohnplätze bezeichnet werden. Es sind die  Häuser-Gruppensiedlungen An der Bundesstraße 4, Im Moor sowie Schmalsteder Weg, die Häusergruppe Manhagen und die Waldsiedlung.

### Nachbargemeinden
Die Gemarkung Grevenkrug wird umschlossen von den Gebieten der Gemeinden:
| Blumenthal |                                             | Flintbek               |
|            | Kompassrose, die auf Nachbargemeinden zeigt | Böhnhusen, Techelsdorf |
| Sören      | Schmalstede                                 |                        |

### Geologie
Die Gemarkung Grevenkrug ist naturräumlich Teil einer durch End- und Grundmoränen geprägten Landschaft, der im Zeitabschnitt der Weichseleiszeit entstanden ist. Die Eiderniederung, die den östlichen Bereich der Gemarkung umfasst, entspricht geologisch einem Tunneltal. Vom Gewässerbett der Obereider am östlichen Rand der Gemarkung steigt das Gelände bis auf eine Höhenlage von 56,9 m ü. NHN im Bereich des Waldgebietes Grevenkruger Rückens an.
Aufgrund geologisch passender Bodenstrukturen werden einige Teilflächen der Gemarkung, gelegen überwiegend zwischen dem bewaldeten Höhenrücken und der Hauptsiedlung, zum Kiesabbau genutzt.

## Geschichte
Im 14. Jahrhundert war Grevenkrug ganz in adligem Besitz, 1384 werden Klaus und Heinrich Grevenkrug als Vettern des Herrn von Schmalstede genannt und 1392 verkaufte Sivert von Schmalstede in Groß Buchwald das Dorf Grevenkrug mit anderen Besitzungen an das Kloster Neumünster. Nach der Säkularisation des Klosters 1566 kam das Dorf zum Amt Bordesholm.

## Politik

### Gemeindevertretung
Bei der Kommunalwahl am 14. Mai 2023 wurden insgesamt neun Sitze vergeben. Diese fielen erneut alle an die Wählergemeinschaft Grevenkrug. Die Wahlbeteiligung betrug 45,7 %.

### Wappen
Blasonierung: „In Grün ein schräglinker silberner Wellenbalken, begleitet oben von einer silbernen Grafenkrone, unten einer silbernen dickbauchigen Kanne.“

## Sehenswürdigkeiten

### Tal der oberen Eider

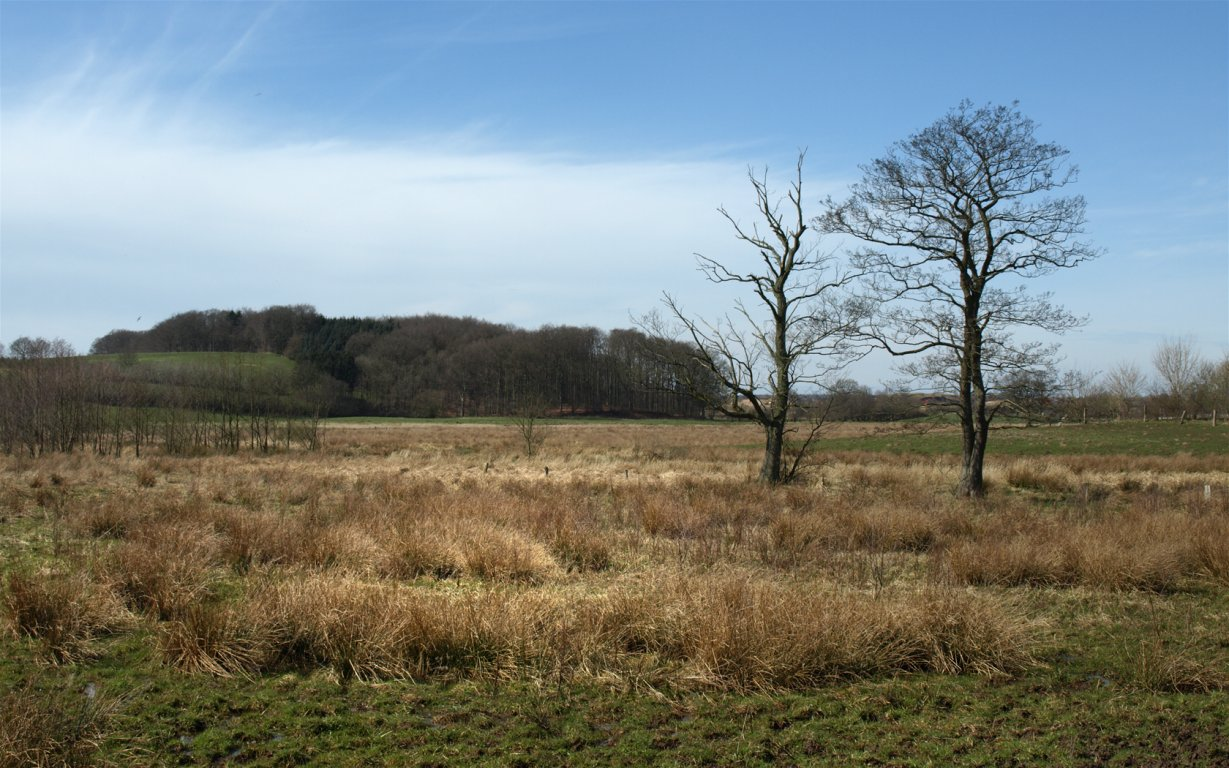
Landschaftsbereich im Gemeindegebiet an der Obereider

Grevenkrug ist ein Ausgangspunkt für den Eidertal-Wanderweg. Das Eidertal wurde als Modellprojekt für die Vernässung von Niedermooren ausgewählt. Es wird extensiv beweidet, wobei Abbildzüchtungen von Wildpferderassen und Auerochsen eingesetzt werden. Zu dem 390 ha großen Projektgebiet gehören außer der Niederung auch die angrenzenden Hänge.

### Älteste Eisenbrücke des Landes

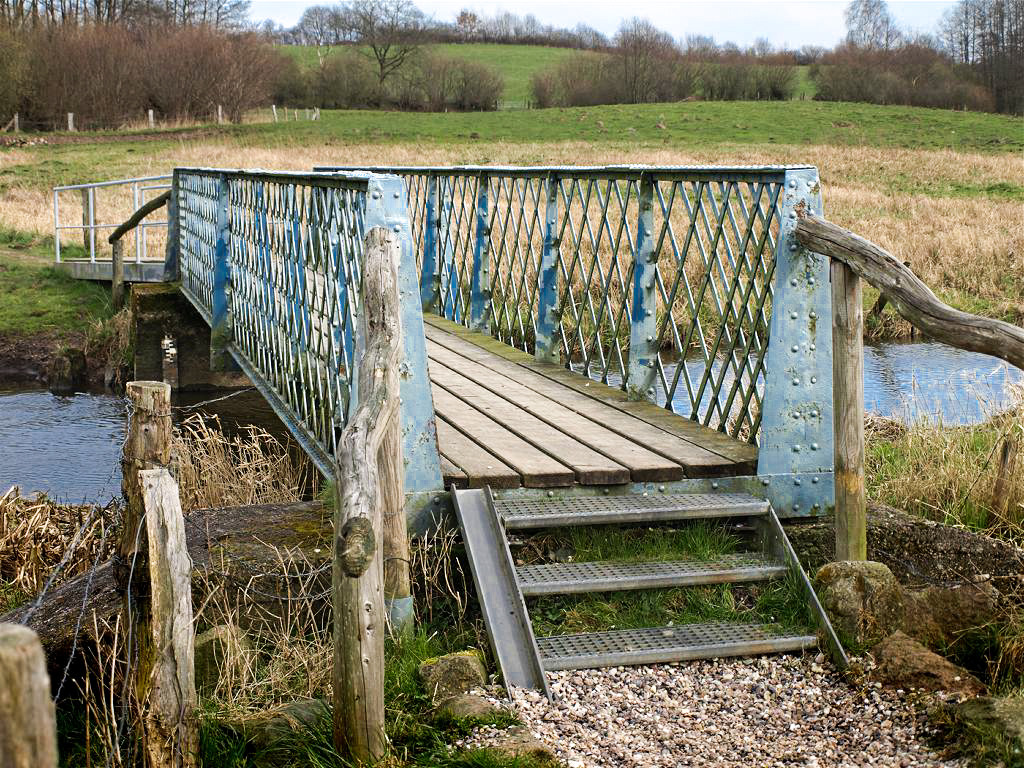
Die historische Eisenbrücke

Auf dem Weg nach Techelsdorf überbrückt eine Eisenbrücke die Eider. Sie steht unter Denkmalschutz, denn sie ist die älteste Eisenkonstruktion dieser Art in Schleswig-Holstein. Die Brücke wurde 1865 im Auftrag des Klosters Itzehoe und des Amtes Bordesholm errichtet, nachdem ein hölzerner Überweg abgebrochen worden war. Die heutigen Betonwiderlager wurden 1950 auf den vorhandenen Holzpfählen erstellt.

## Wirtschaft und Verkehr
Die Gemeinde weist keinen umfangreichen Arbeitsmarkt auf. Kleine wirtschaftliche Aktivitäten erfolgen durch einen Hotelbetrieb an der Landesstraße und den Kiesabbaubetrieb.
Grevenkrug liegt an der Landesstraße 318 von Schleswig-Holstein. Just jenseits der nordwestlichen Gemeindegrenze befindet sich der gleichlautende Autobahn-Anschluss im Gemeindegebiet von Blumenthal (Nr. 4) der Bundesautobahn 215.